# Nicolaus Zwolf Mühle
Nicolaus Zwolf Mühle   (Silèsia, 1750 - valor desconegut), fou un compositor alemany.
Va ser director d'orquestra en diversos teatres d'Alemanya i a compondre les òperes: Fermor y Melina, Die mutwilligen Feuer, Lindoro é Ismena, Die Wilddiebe, Das Opfer der Treue, Mit dem Glockenschlagzwoelf, Die Gesangsschule, i d'altres...